# Stazione di Cavalese
Stazione di Cavalese 1963-ban bezárt vasútállomás Olaszországban, Trentino-Alto Adige régióban, Cavalese településen.

## Vasútvonalak
Az állomást az alábbi vasútvonalak érintették:
- Val di Fiemme-vasútvonal

## Kapcsolódó állomások
A vasútállomáshoz az alábbi állomások vannak a legközelebb: 